# Vlak smrti
Vlak smrti je popularan naziv za vlak koji ide po tračnicama koje su u zraku i tehnički je siguran. Nalazi se u zabavnim parkovima.
Prilikom sjedanja u vlak smrti stavi se zaštita, da posjetitelji ne bi ispali tijekom vožnje. Poznat je po tome što ima dionice kada se uspinje u vis i naglo spušta, pri čemu podiže adrenalin što mu osigurava popularnost. Od svih zabavnih sprava u zabavnom parku, vlak smrti jedna je od onih koje privlače najviše pozornosti.